# Klub Wybitnych Reprezentantów
Klub Wybitnych Reprezentantów (w skrócie KWR, do 3 grudnia 2024 pod nazwą Klub Wybitnego Reprezentanta) – grupa zrzeszająca polskich piłkarzy i piłkarki (byłych lub aktualnych reprezentantów/reprezentantki kraju), którzy rozegrali co najmniej 80 meczów (od 8 listopada 2013) albo co najmniej 60 meczów (przed 2014 r.) w narodowej reprezentacji Polski w piłce nożnej mężczyzn lub narodowej reprezentacji Polski w piłce nożnej kobiet. Do 3 grudnia 2024 jego członkami byli wyłącznie piłkarze. Po tej dacie do klubu dołączyły również piłkarki.

Robert Lewandowski (czł. KWR od 2016 r.), Gerard Cieślik, Włodzimierz Lubański (obaj od 1999 r.) – jedni z najlepszych piłkarzy w historii reprezentacji Polski

## Historia

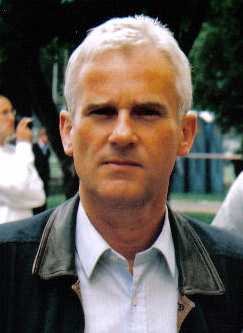
Michał Listkiewicz – prezes PZPN w latach 1999–2008

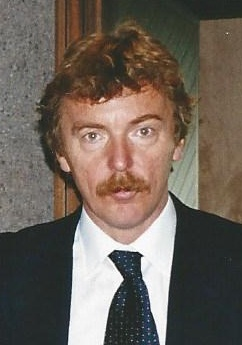
Zbigniew Boniek – wiceprezes PZPN w latach 1999–2002, jeden z głównych twórców KWR

Genezy powołania KWR można szukać na początku lat 90. XX w., gdy podczas narady zorganizowanej 15 maja 1992 w siedzibie Przeglądu Sportowego grupa polskich historyków i statystyków futbolu (głównie dziennikarzy) wraz z przedstawicielami Polskiego Związku Piłki Nożnej (PZPN) zweryfikowała wszystkie międzypaństwowe spotkania z udziałem seniorskiej reprezentacji Polski mężczyzn od początku jej istnienia (tj. 1921 r.), uznając część z nich za spotkania nieoficjalne. Sporządzono listę oficjalnych meczów męskiej kadry narodowej, którą 26 sierpnia 1997 zatwierdziło Prezydium Zarządu PZPN. Nie znalazło się na niej w sumie 25 potyczek rozegranych w latach 1925–1976 z drużynami amatorskimi (państw, które tylko spotkania reprezentacji zawodowej uznawały za oficjalne) bądź olimpijskimi.
Klub Wybitnego Reprezentanta oficjalnie utworzono uchwałą PZPN z dnia 17 września 1999 i pod egidą narodowej federacji on funkcjonuje. Początkowo przyjęto zasadę, że funkcję przewodniczącego pełnić będzie zawodnik z największą liczbą występów w kadrze A, toteż automatycznie mianowano nim Grzegorza Latę, który funkcję tę miał sprawować do czasu pobicia jego rekordu. Z powodu wyboru Grzegorza Laty na prezesa PZPN, 7 stycznia 2009 tymczasowo mianowano jego następcę na stanowisku przewodniczącego KWR – Władysława Żmudę (91 meczów). Wówczas więcej meczów w kadrze mieli Lato (100), nieżyjący Kazimierz Deyna (97) i Jacek Bąk (96). 27 czerwca 2012 przewodniczący KWR (Władysław Żmuda) złożył wniosek o wykluczenie z grupy Jana Tomaszewskiego, motywując to „bulwersującymi wypowiedziami pod adresem polskiej drużyny narodowej startującej w mistrzostwach Europy 2012 i poszczególnych piłkarzy”. 28 czerwca 2012 Jan Tomaszewski podjął decyzję o odejściu z KWR. Żmudę zastąpił na tym stanowisku Dariusz Dziekanowski (w momencie obejmowania funkcji znajdował się na 17. miejscu wśród członków KWR). 7 czerwca 2024 odwołano go z tego stanowiska. Prawdopodobnie było to efektem krytyki byłego piłkarza w kierunku reprezentacji, selekcjonera polskiej kadry oraz prezesa PZPN. Przez około 5 miesięcy na tym stanowisku był wakat, a niegrającym zawodnikiem z największą liczbą meczów był Jakub Błaszczykowski. 5 listopada 2024 p.o. przewodniczącego do czasu wyboru nowej osoby na to stanowisko został Piotr Świerczewski.
W lutym 2023 r. PZPN zaprezentował - opracowaną przez siebie - „Strategię piłki nożnej kobiet w Polsce na lata 2022-2026”. Jednym z punktów zawartych w tym dokumencie było utworzenie Klubu Wybitnej Reprezentantki jeszcze w 2023 r.. Zmierzenie to nie doszło do skutku w planowanym terminie, jednak w październiku 2024 r. poinformowano, że „prace związane z powołaniem do życia Klubu Wybitnej Reprezentantki zostały ukończone. (...) zostały również wyznaczone konkretne kryteria, które będą wymagane, aby dołączyć do tego elitarnego grona. Podstawowym kryterium będzie liczba meczów rozegranych przez byłe oraz obecne reprezentantki”. Jednocześnie wskazano, że wszystkie szczegóły dotyczące Klubu Wybitnej Reprezentantki oraz pierwsze jego członkinie zostaną ogłoszone 3 grudnia 2024 podczas uroczystej konferencji organizowanej w ramach obchodów 105-lecia PZPN. Tak się stało, jednak 3 grudnia 2024 w trakcie jubileuszowej gali władze PZPN ogłosiły zmianę nazwy Klubu Wybitnego Reprezentanta na Klub Wybitnych Reprezentantów, jako gremium wspólnego dla piłkarzy i piłkarek.

## Lista klubowiczów

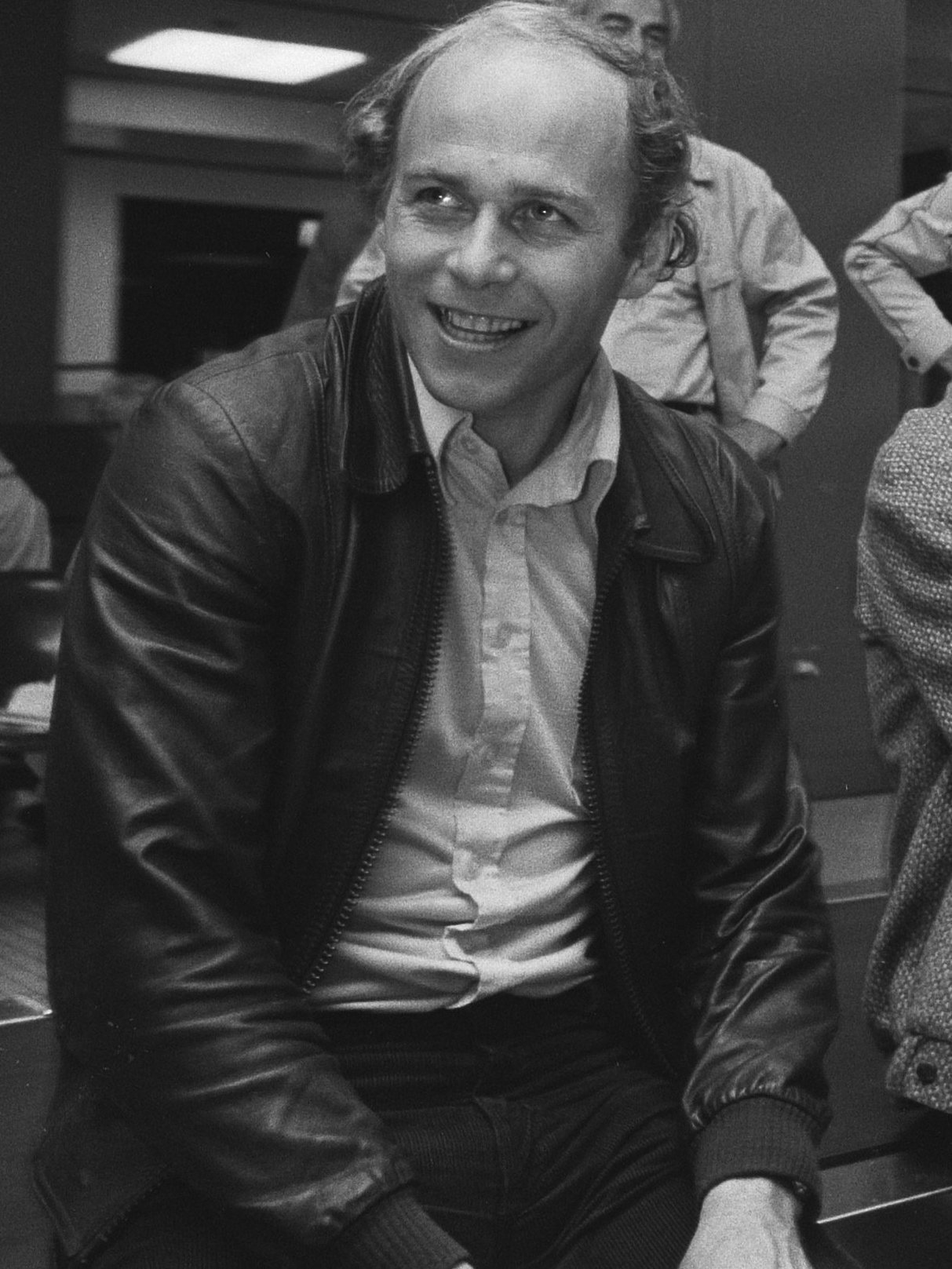
Grzegorz Lato – przewodniczący KWR w latach 1999–2008 i zawodnik z największą liczbą meczów w latach 1982–2010, w KWR od 1999 r.

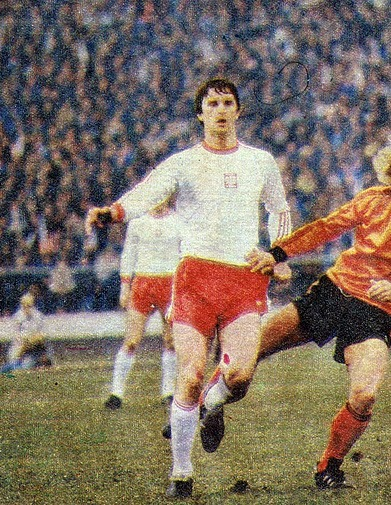
Władysław Żmuda – przewodniczący KWR w latach 2008–2012, w KWR od 1999 r.

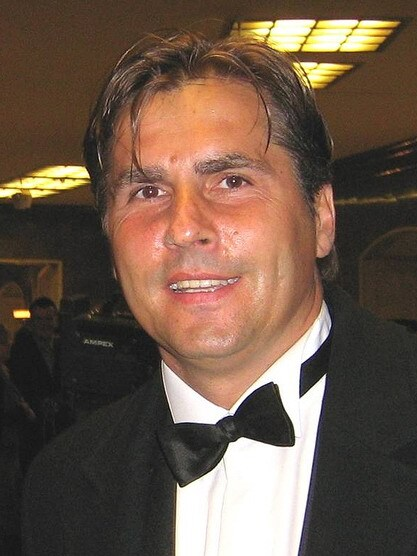
Dariusz Dziekanowski – przewodniczący KWR w latach 2012–2024, w KWR od 1999 r.

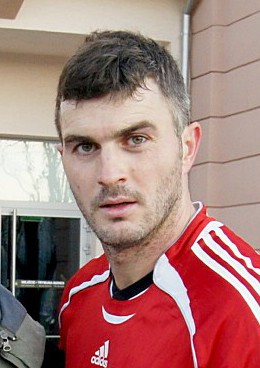
Michał Żewłakow – zawodnik z największą liczbą meczów w latach 2010–2018, w KWR od 2006 r.

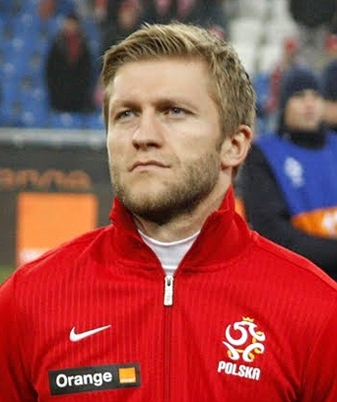
Jakub Błaszczykowski – zawodnik z największą liczbą meczów w latach 2018–2019, w KWR od 2013 r., dołączył jako najmłodszy członek w historii

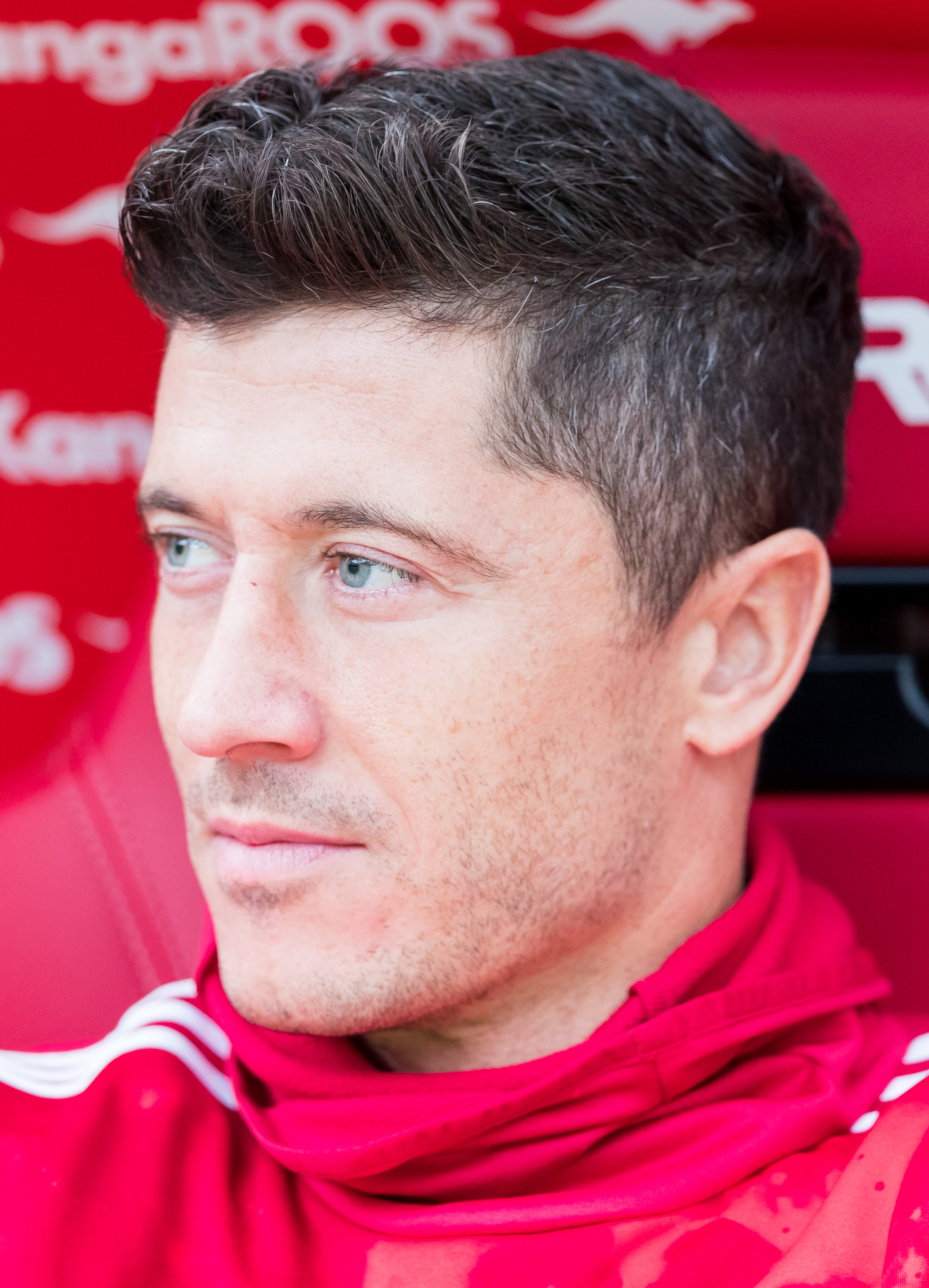
Robert Lewandowski – zawodnik z największą liczbą meczów od 2019 r., w KWR od 2016 r., osiągnął 80 meczów jako najmłodszy reprezentant w historii

Pogrubioną czcionką oznaczono zawodników wciąż grających w reprezentacji.
Stan na 6 czerwca 2025
| Miejsce | Zawodnik             | Mecze | Lata gry  |
| ------- | -------------------- | ----- | --------- |
| 1.      | Robert Lewandowski   | 158   | od 2008   |
| 2.      | Jakub Błaszczykowski | 109   | 2006–2023 |
| 3.      | Kamil Glik           | 103   | 2010–2022 |
| 4.      | Michał Żewłakow      | 102   | 1999–2011 |
| 5.      | Grzegorz Lato        | 100   | 1971–1984 |
| 5.      | Grzegorz Krychowiak  | 100   | 2008–2023 |
| 7.      | Piotr Zieliński      | 99    | od 2013   |
| 8.      | Kazimierz Deyna      | 97    | 1968–1978 |
| 9.      | Jacek Bąk            | 96    | 1993–2008 |
| 9.      | Jacek Krzynówek      | 96    | 1998–2009 |
| 11.     | Kamil Grosicki       | 95    | 2008–2025 |
| 12      | Władysław Żmuda      | 91    | 1973–1986 |
| 13.     | Wojciech Szczęsny    | 84    | 2009-2024 |
| 14.     | Antoni Szymanowski   | 82    | 1970–1980 |
| 15.     | Zbigniew Boniek      | 80    | 1976–1988 |
| 16.     | Włodzimierz Lubański | 75    | 1963–1980 |
| 17.     | Tomasz Wałdoch       | 74    | 1991–2002 |
| 18.     | Maciej Żurawski      | 72    | 1998–2008 |
| 19.     | Piotr Świerczewski   | 70    | 1992–2003 |
| 20.     | Roman Kosecki        | 69    | 1988–1995 |
| 20.     | Tomasz Kłos          | 69    | 1998–2006 |
| 22.     | Mariusz Lewandowski  | 66    | 2002–2013 |
| 22.     | Łukasz Piszczek      | 66    | 2007–2019 |
| 24.     | Dariusz Dudka        | 65    | 2004–2012 |
| 25.     | Dariusz Dziekanowski | 63    | 1981–1990 |
| 25.     | Jan Tomaszewski      | 63    | 1971–1981 |
| 26.     | Robert Gadocha       | 62    | 1967–1975 |
| 26.     | Roman Wójcicki       | 62    | 1978–1989 |
| 26.     | Tomasz Hajto         | 62    | 1996–2005 |
| 29.     | Henryk Kasperczak    | 61    | 1973–1978 |
| 29.     | Andrzej Szarmach     | 61    | 1973–1982 |
| 31.     | Włodzimierz Smolarek | 60    | 1980–1992 |
| 31.     | Jacek Zieliński      | 60    | 1995–2003 |
| 31.     | Jerzy Dudek          | 60    | 1998–2013 |
| 31.     | Marcin Wasilewski    | 60    | 2002–2013 |
| 35.     | Lucjan Brychczy      | 58    | 1954–1969 |
| 35.     | Stanisław Oślizło    | 58    | 1961–1971 |
| 37.     | Lesław Ćmikiewicz    | 57    | 1970–1979 |
| 37.     | Jan Urban            | 57    | 1985–1991 |
| 39.     | Jerzy Gorgoń         | 55    | 1970–1978 |
| 39.     | Waldemar Matysik     | 55    | 1980–1989 |
| 41.     | Paweł Janas          | 53    | 1976–1984 |
| 41.     | Marek Dziuba         | 53    | 1977–1984 |
| 43.     | Andrzej Buncol       | 51    | 1980–1986 |
| 44.     | Zygmunt Anczok       | 48    | 1965–1973 |
| 45.     | Zygfryd Szołtysik    | 46    | 1963–1972 |
| 45.     | Ernest Pohl          | 46    | 1955−1965 |
| 47.     | Gerard Cieślik       | 45    | 1947–1958 |
| 48.     | Józef Młynarczyk     | 42    | 1979–1986 |
| 49.     | Stefan Majewski      | 40    | 1978–1986 |
| 50.     | Roman Korynt         | 34    | 1952–1959 |
| 50.     | Kazimierz Kmiecik    | 34    | 1972–1980 |

Uwagi:
- Gerard Cieślik (przyjęty w 1999), Lucjan Brychczy, Stanisław Oślizło, Lesław Ćmikiewicz, Jerzy Gorgoń, Waldemar Matysik, Marek Dziuba, Paweł Janas, Andrzej Buncol, Zygmunt Anczok, Zygfryd Szołtysik, Józef Młynarczyk, Stefan Majewski (wszyscy październik 2014), Roman Korynt (listopad 2014), Łukasz Piszczek (luty 2020), Ernest Pohl (wrzesień 2021), Jan Urban (kwiecień 2022) i Kazimierz Kmiecik (wrzesień 2022) są członkami Klubu, którzy nie rozegrali w barwach reprezentacyjnych wymaganej do uczestnictwa liczby oficjalnych spotkań. Wszyscy z nich oprócz Piszczka nie rozegrali 60 spotkań, Łukasz Piszczek nie rozegrał wymaganych 80 spotkań. Jednak za swe zasługi dla narodowej kadry oraz całego polskiego futbolu zostali przyjęci do KWR.
- Jan Tomaszewski (63 mecze) zrzekł się członkostwa w Klubie dnia 28 czerwca 2012 roku, ale nadal widnieje na liście członków na oficjalnej stronie PZPN.
- Piotr Zieliński rozegrał swój 60. mecz 8 czerwca 2021, przez co do KWR dostał się dopiero niecałe 2 lata później.
- Artur Boruc, Maciej Rybus i Arkadiusz Milik są jedynymi niegrającymi już w reprezentacji zawodnikami, którzy mają więcej niż 60 meczów, ale nie ma ich w KWR. Ma to związek ze zmianą przepisów z listopada 2013. Spośród grających zawodników taką sytuację ma Jan Bednarek.
- Kazimierz Deyna i Ernest Pohl to jedyni piłkarze, którzy dołączyli do KWR pośmiertnie. Obaj od razu kiedy założono klub. Ponadto gdyby Pohl żył, miałby wtedy 88 lat, co czyniłoby go najstarszym członkiem klubu w momencie dołączenia. Deyna miałby 52 lata.
- Najstarszym członkiem klubu w momencie dołączenia jest Roman Korynt. Miał wtedy 85 lat.
- Najmłodszym emerytowanym piłkarzem w momencie dołączenia jest Roman Kosecki. Miał wówczas 33 lata.
- Najstarszym piłkarzem, który osiągnął 60 meczów przed zmianą zasad był Jerzy Dudek. Dołączył do KWR jako najstarszy reprezentant Polski w historii spośród zawodników, którzy osiągnęli wymagany limit (osiągnął wymaganą liczbę meczów w wieku 40 lat i był to jego pożegnalny mecz), w KWR od 2013. Ponadto było to zaledwie 5 miesięcy przed zmianą przepisów.
- Najmłodszym piłkarzem, który osiągnął 60 meczów przed zmianą zasad był Władysław Żmuda. Miał on wówczas 25 lat. Było to jednak przed powstaniem KWR.
- Najstarszym piłkarzem, który osiąnął 60 meczów przed powstaniem KWR był Włodzimierz Smolarek. Miał 35 lat.
- Najmłodszym piłkarzem, który osiągnął 60 meczów w ogóle był Robert Lewandowski. Miał wtedy 25 lat. Stało się to jednak 11 dni po zmianie przepisów, przez co do KWR dostał się dopiero 3 lata później. Mimo to jest drugim najmłodszym członkiem KWR w historii zaraz po Jakubie Błaszczykowskim.

## Lista przewodniczących
| Lp.  | Zdjęcie jako piłkarza | Zdjęcie jako przewodniczącego | Imię i nazwisko                                                             | Od                   | Do                   |
| ---- | --------------------- | ----------------------------- | --------------------------------------------------------------------------- | -------------------- | -------------------- |
| 1.   |                       |                               | Grzegorz Lato                                                               | 17 września 1999     | 7 stycznia 2009      |
| 2.   |                       |                               | Władysław Żmuda                                                             | 7 stycznia 2009      | 31 października 2012 |
| 3.   |                       |                               | Dariusz Dziekanowski                                                        | 31 października 2012 | 7 czerwca 2024       |
| -    |                       |                               | wakat (niegrający piłkarz z największą liczbą meczów: Jakub Błaszczykowski) | 7 czerwca 2024       | 5 listopada 2024     |
| p.o. |                       | [ 19 ]                        | Piotr Świerczewski (tymczasowy)                                             | 5 listopada 2024     | obecnie              |

## Piłkarze z największą liczbą meczów w danym okresie
| Lp.                                        | Zdjęcie | Imię i nazwisko | od         | do         |
| ------------------------------------------ | ------- | --- | ---------- | ---------- |
| Czasy przed utworzeniem KWR                |         | |            |            |
| 1.                                         |         | Tadeusz Synowiec (nie należy do KWR)                                                                                   | 18.12.1921 | 26.05.1924 |
| 2.                                         |         | Wacław Kuchar (nie należy do KWR)                                                                                      | 18.05.1924 | 06.09.1936 |
| 3.                                         |         | Józef Kotlarczyk (nie należy do KWR)                                                                                   | 27.10.1928 | 27.08.1939 |
| 4.                                         |         | Władysław Szczepaniak (nie należy do KWR)                                                                              | 04.06.1939 | 11.09.1955 |
| 5.                                         |         | Gerard Cieślik (nie rozegrał wymaganych 60 meczów, ale należy do KWR)                                                  | 26.06.1955 | 04.09.1963 |
| 6.                                         |         | Lucjan Brychczy (nie rozegrał wymaganych 60 meczów, ale należy do KWR)                                                 | 02.06.1963 | 28.03.1973 |
| 7.                                         |         | Włodzimierz Lubański                                                                                                   | 20.03.1973 | 13.04.1977 |
| 8.                                         |         | Kazimierz Deyna | 31.10.1976 | 08.07.1982 |
| Czasy po utworzeniu KWR (17 września 1999) |         | |            |            |
| 9.                                         |         | Grzegorz Lato (prezes KWR w latach 1999-2008)                                                                          | 04.07.1982 | 12.10.2010 |
| 10.                                        |         | Michał Żewłakow | 10.10.2010 | 11.10.2018 |
| 11.                                        |         | Jakub Błaszczykowski (jest jedynym zawodnikiem, którego rekord liczby meczów został pobity przed zakończeniem kariery) | 11.09.2018 | 10.10.2019 |
| 12.                                        |         | Robert Lewandowski | 06.09.2019 | obecnie    |

## Link zewnętrzny
- Klub Wybitnych Reprezentantów na pzpn.pl.